# Elecciones estatales de Tabasco de 2006
Las Elecciones estatales de Tabasco de 2006 se llevaron a cabo el domingo 15 de octubre de 2006, y en ellas fueron renovados los titulares de los siguientes cargos de elección popular del estado mexicano de Tabasco:
- Gobernador de Tabasco: titular del Poder Ejecutivo  del estado, electo para un periodo de seis años no reelegibles en ningún caso, tomará posesión de su cargo el 1 de enero de 2007. El candidato electo fue Andrés Granier Melo.
- 35 diputados del Congreso del Estado: 21 diputados electos por mayoría relativa elegidos en cada uno de los distritos electorales del estado, y 14 electos por el principio de representación proporcional.
- 17 ayuntamientos: formados por un presidente municipal, un síndico y un grupo de regidores, electos para un periodo de tres años, no reelegibles de manera consecutiva.

## Resultados Federales: Presidente
|  | 3.50 % |

|  | 37.80 % |

|  | 56.30 % |

|  | 0.22 % |

|  | 0.50 % |

|  | 0.18 % |

|  | 1.60 % |

|  | 100.00 % |

Ocho partidos políticos con registro en Tabasco pudieron participar en el proceso electoral, únicamente siete registraron candidatos a los puestos de elección popular, dos de ellos integrados en una Coalición electoral. El partido Convergencia decidió no participar en la elección.

### Gobernador
|  | 3.52 % |

|  | 51.77 % |

|  | 42.15 % |

|  | 0.48 % |

|  | 0.18 % |

|  | 0.05 % |

|  | 1.81 % |

|  | 100 % |

Fuente: Instituto Electoral y de Participación Ciudadana de Tabasco

### Ayuntamientos
| Partido/Alianza | Partido/Alianza                                 | Municipios |
| --------------- | ----------------------------------------------- | ---------- |
|                 | Candidato Común (PAN-Convergencia)              | 0          |
|                 | Partido Revolucionario Institucional            | 10         |
|                 | Coalición Por el Bien de Todos (PRD-PT)         | 7          |
|                 | Partido Verde Ecologista de México              | 0          |
|                 | Partido Nueva Alianza                           | 0          |
|                 | Partido Alternativa Socialdemócrata y Campesina | 0          |

Fuente: Instituto Electoral y de Parcipación Ciudadana de Tabasco

#### Municipio de Centro (Villahermosa)
- Evaristo Hernández Cruz  Hecho

### Diputados
| Partido/Alianza | Partido/Alianza                                 | Distritos (Mayoría relativa) | Representación proporcional |
| --------------- | ----------------------------------------------- | ---------------------------- | --------------------------- |
|                 | Partido Acción Nacional                         | 0                            | 1                           |
|                 | Partido Revolucionario Institucional            | 10                           | 7                           |
|                 | Coalición Por el Bien de Todos (PRD, PT)        | 11                           | 6                           |
|                 | Partido Verde Ecologista de México              | 0                            | 0                           |
|                 | Partido Nueva Alianza                           | 0                            | 0                           |
|                 | Partido Alternativa Socialdemócrata y Campesina | 0                            | 0                           |

Fuente: Instituto Electoral y de Parcipación Ciudadana de Tabasco

## Resultados preliminares
A partir de las 18:00 horas Tiempo del Centro se comenzaron a dar a conocer resultados de encuestas de salida y alas 19:00 horas comenzó a funcionar el Programa de Resultados Electorales Preliminares (PREP)
| Encuestadora             | Fuente | Cáceres | Granier | Ojeda | Bellizzia | Paz |
| ------------------------ | ------ | ------- | ------- | ----- | --------- | --- |
| Mendoza Blanco-TV Azteca |        | 5       | 55      | 39    |           |     |
| Mitofsky-Televisa        |        | 6       | 52      | 41    |           |     |
| GEA-ISA                  |        | 7       | 52      | 40    |           |     |

## Conflicto postelectoral
La Coalición Por el Bien de Todos y su candidato César Raúl Ojeda se inconformaron de los resultados de la elección ante el Tribunal Electoral del Poder Judicial de la Federación, que el 27 de diciembre de 2006 emitió su resolución, declarando nulas 7 casillas, pero ratificando el triunfo de Andrés Granier Melo, al declarar que la Coalición Por el Bien de Todos no logró demostrar las irregularidades que había denunciado.